# Dolinay Gyula
Draskóczi Dolinay Gyula (Nagyharsány, 1850. augusztus 14. – Szigetszentmiklós, 1918. február 18.) újságíró, ifjúsági író.

## Élete
Középiskoláit a debreceni református kollegiumban járta 1867-ig; a felsőbb osztályban két ízben nyerte el a Klobusiczky Pallay-féle nagyobb díjat. Mint egyetemi hallgató a fővárosba kerülvén, 1869-ben megindította a Tanulók Közlönye című ifjúsági lapot és innentől fogva folytonosan az irodalomnak élt. 1880-ban az Írók és művészek társaságának titkára lett; a társaság megszüntéig (1892) annak belügyeit vezette, felolvasásokkal egybekötött estélyeit és kirándulásait szervezte; 1880-ban Esztergomba, 1881-ben a Tátra vidékére, 1882-ben az Aldunára (Belgrádba és Turnu-Severinbe), 1883-ban Torinóba és Párizsba, 1884-ben Máramarosszigetre, Szatmárra, Nagykárolyba és Debrecenbe utazott a társaság Urváry Lajos és Paulay Ede elnöklete és Dolinay rendezése mellett; az 1880-82-es kirándulások alkalmával, több városban felolvasásokat, ének- és zene-előadásokat is tartottak.
Saját lapjain kivül több cikket írt a Néptanítók Lapjába (Mayer Miksa szerkesztése alatt), a Honba, Családi Körbe (1875. Utirajz), Pesti Naplóba (1887. 298. sz. Népolvasmányok, népkönyvtárak, Az iskolai könyvtárak szervezéséről) stb. A közművelődési egyesületeknek Budapesten az 1887. október 9. és 10-én megtartott kongresszusáról szóló Naplóban (Bpest, 1888.) megjelent: A népkönyvtárakról tartott előadás.

## Munkái
- Ajándékkönyvecske a Kis Ujság olvasói számára. Pest, 1871.
- Aranyszabályok a tanulóifjúság számára. Pest, 1871.
- Szorgalmi jutalom. A mindkét nembeli ifjúság és a nép számára. Budapest, 1874.
- Aranybánya az olvasni szerető ifjúság számára. Budapest, 1875.
- Szünidőre. Emlékül jó tanuló fiúk és leányok számára. Budapest, 1877.
- Iskolai emlékkönyv. Budapest, 1879.
- Könyvet a népnek! (Az iskolai s népkönyvtárak kérdése.) Budapest, 1879.
- Gyöngysorok a mindkét nembeli ifjúság számára. Budapest, 1882.
- Hazaszeretet könyve. Budapest, 1883.
- Magyar királyok és hősök arczképcsarnoka. Budapest, 1884. (2. bőv. kiadás. Budapest, 1892.)
- Ifjúsági olvasmányok fiúk és leányok számára. Budapest, 1884.
- Szünnapokra. A mindkét nembeli ifjúság számára. Budapest, 1884.
- Hogyan mehetsz előre. Az ifjúság számára. Budapest, 1887.
- Szorgalomért. Budapest, 1889.
- Turin-párisi kirándulás 1889. júl. 2-14. Budapest, 1890.

Szerkesztette és kiadta a Tanulók Közlönyét 1869. január 1-től 1870. június 5-ig, a Tanuló Ifjúság Lapját 1870 júniustól november 15-ig, a Kis Ujságot 1870. október 1-től 1872. június 30-ig, a Szabad Magyarországot 1871. júliustól decemberig, a Hasznos Mulattatót 1873. január 10-től 1912-ig és a Lányok Lapját 1875. október 1-től 1912-ig szerkesztette és kiadta, Iskolai s Népkönyvtár c. havi folyóiratot 1878 szeptembertől 1879 júniusig (az 1877-78. tanévről 2988 iskolai és népkönyvtárt mutatott ki), Házi Kincstárt 1878. december 22-től 1879. december 28-ig, szerkesztette végre az irók és művészek társaságának évi Jelentését 1882-83-ra és 1883-84-re Budapesten.